# ランドセーリング

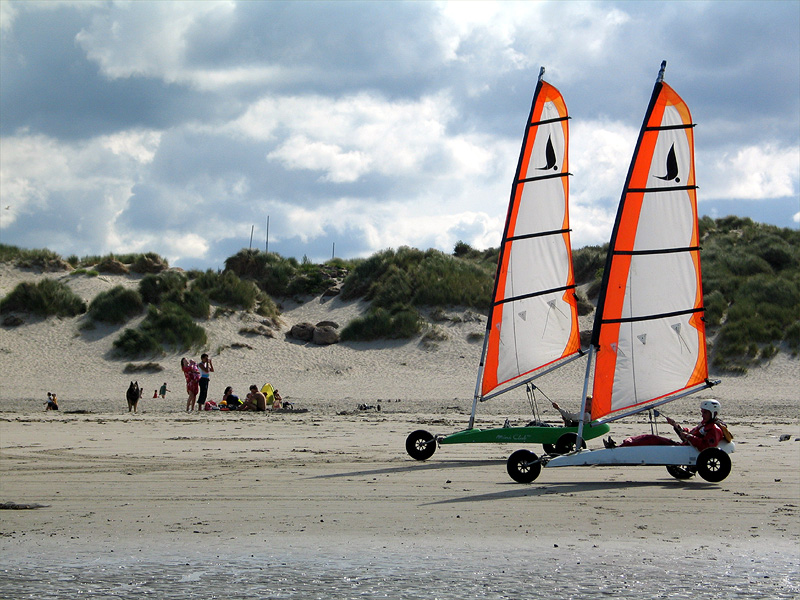
浜辺のランドヨット

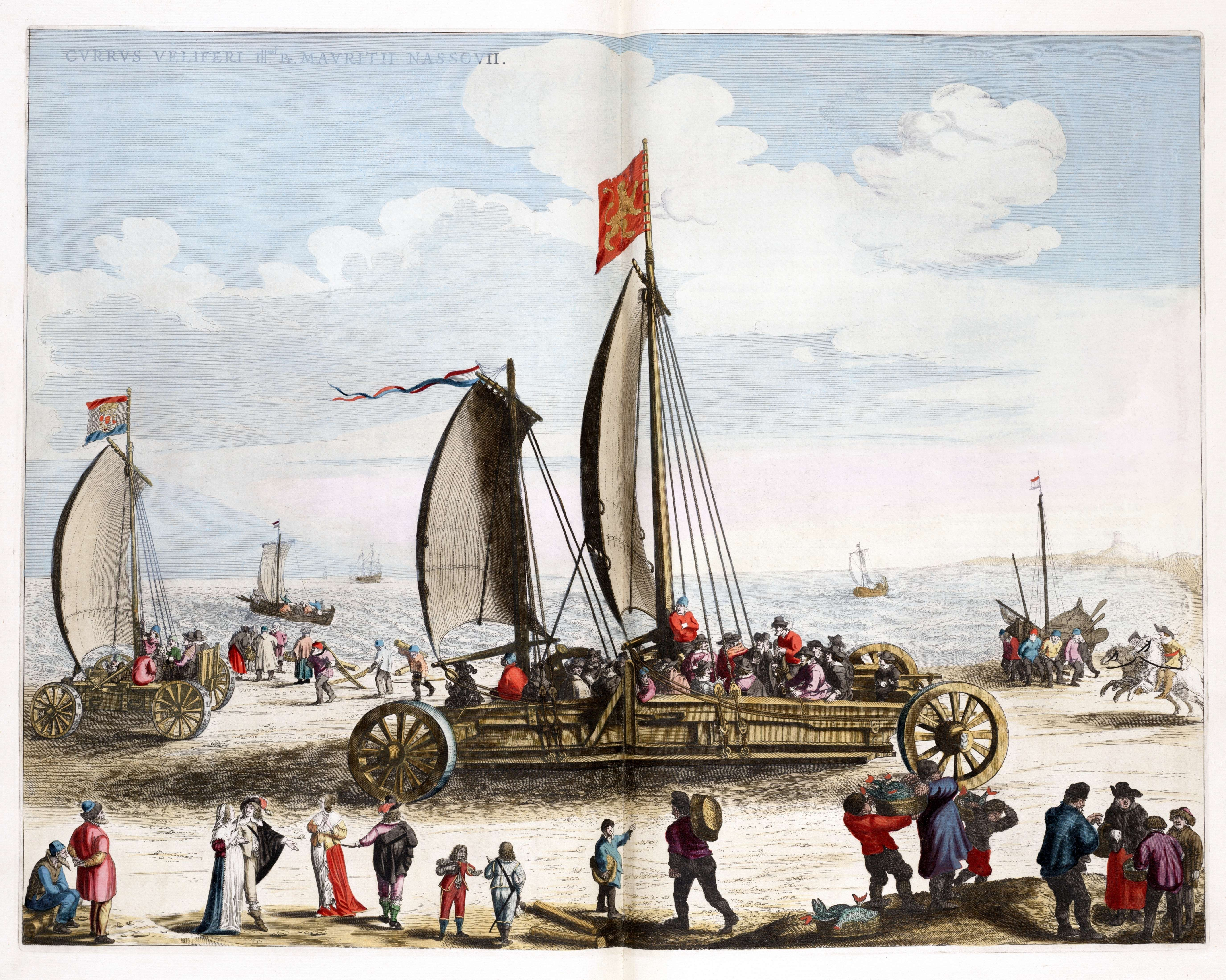
シモン・ステヴィンが考案した16世紀のランドヨット

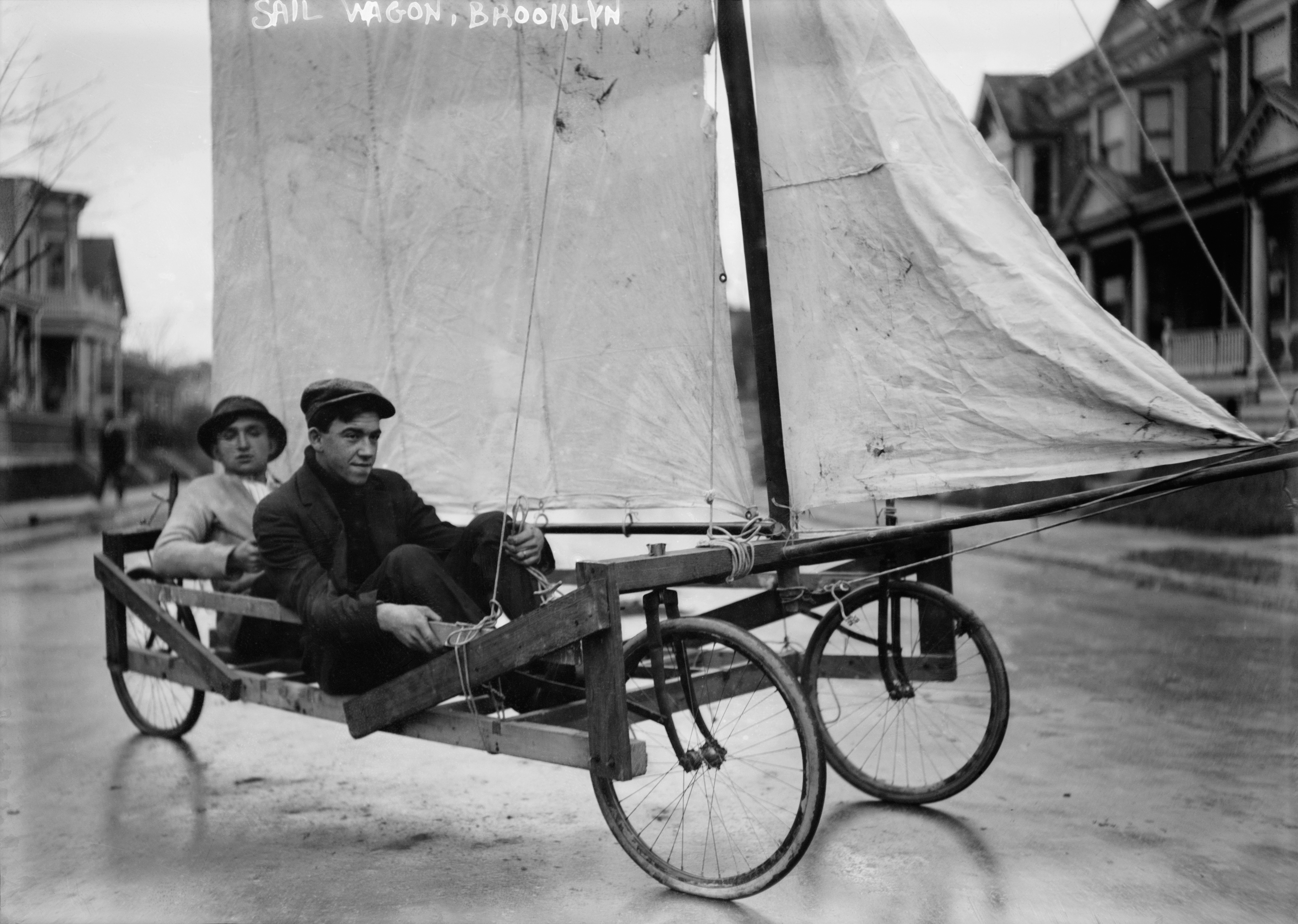
20世紀初期のニューヨーク・ブルックリンのランドヨット

ランドセーリング(英語: Land sailing)とはサンドヨッティング(Sand Yachting)またはランドヨッティング(Land Yachting)として知られ、帆を流れる風によって生ずる揚力を動力として車輪のついた乗り物(ランドヨット)を利用し陸上を移動するセーリングと類似した移動手段または競技である。
歴史的にもランドセーリングは交通手段やレクレーションの手段として利用され、1950年代からは、主としてレーシングスポーツとして発展している。
航行に使用する乗り物はセールワゴンやサンドヨット、ランドヨットとして知られる。それらは、三輪車を利用した乗り物で操縦者が座る場所や横になる場所、ペダルやハンドルなどの操作場所を除いて機能は帆船と同様である。ランドセーリングの適地は、風が良く吹き平らな場所で、レースは良く砂浜や飛行場、乾燥した塩湖などの湖や砂漠地帯などで行われる。現代のランドセーラーは「パイロット」としても知られ、ベルヌーイの定理によって風速の3～4倍もの速い速度が出る。似たようなスポーツに凍った湖や河川で行われるアイスヨットがある。その他にはオランダで考案されリカンベントに帆を組み合わせたホワイク(Whike)がある。ホワイクはあまり風に頼る必要が無い。

## 歴史
最初にランドヨットが使われたのは古代エジプトでレジャーの為に作られたと言われている。中国では6世紀頃、帆を大型の手押し車に据え付けた物が梁 (南朝)より使われ始めた。現代のランドヨットにつながるものは16世紀にブルージュのフレミッシュ人科学者シモン・ステヴィンでオラニエ公の委託によるものであった。オラニエ公が客人のためのエンターテインメントとして利用した。
1898年にベルギーのデ・パンネでデュモン兄弟によってナイル川で使用されていた、古代エジプトと同世代のセールボートを基に、ランドヨットの開発を行った。1909年にベルギー、フランスの砂浜で最初の競技が行われ、19世紀後半から20世紀中頃にかけてアメリカでは乾燥した湖の移動手段として利用された。三輪でポリエステルやガラス繊維、金属製のカートと一緒にマストや堅い帆を用いた現在のモダンなランドヨットは1960年代から使われている。